# Cylindropuntia
Genre
Classification phylogénétique

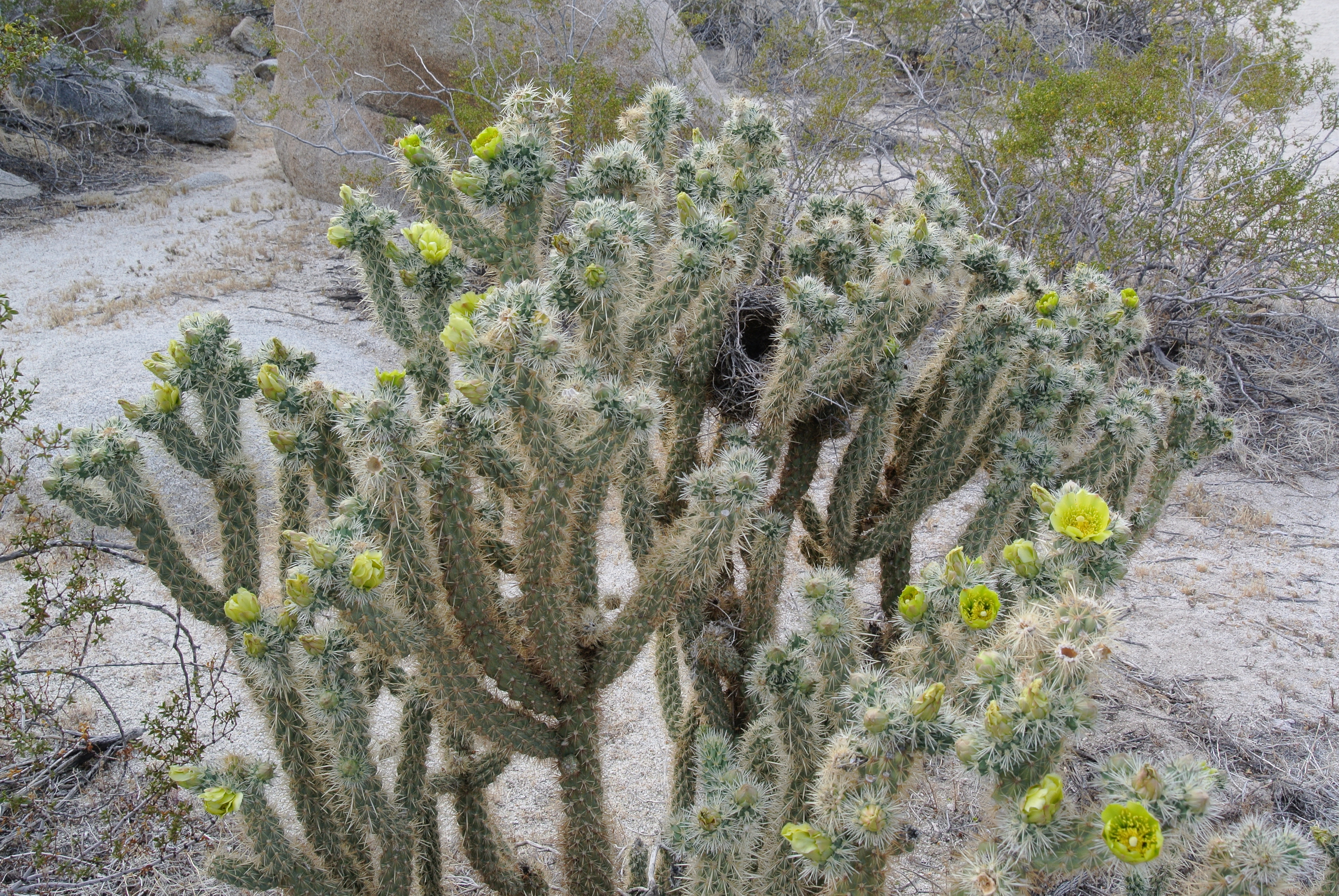
Cholla en fleur et nid d'oiseau au Parc d'État d'Anza-Borrego Desert.

Cylindropuntia est un genre de la famille des cactus, originaire du Mexique et du sud-ouest des États-Unis.
Il a été détaché du genre Opuntia pour les espèces dont les tiges (cladodes) sont de section cylindrique et non pas en forme de raquettes.
Ces plantes sont appelées chollas dans leur région d’origine.

## Liste d'espèces
Le genre Cylindropuntia comprend 33  espèces et 9  hybrides naturels :
- Cylindropuntia abyssi
- Cylindropuntia acanthocarpa
- Cylindropuntia alcahes
- Cylindropuntia anteojoensis
- Cylindropuntia arbuscula
- Cylindropuntia bigelovii
- Cylindropuntia californica
- Cylindropuntia caribæa
- Cylindropuntia cedrosensis'
- Cylindropuntia cholla
- Cylindropuntia ×congesta
- Cylindropuntia davisii
- Cylindropuntia ×deserta
- Cylindropuntia echinocarpa
- Cylindropuntia ×fosbergii
- Cylindropuntia fulgida
- Cylindropuntia ganderi
- Cylindropuntia imbricata
- Cylindropuntia ×kelvinensis
- Cylindropuntia kleiniæ
- Cylindropuntia leptocaulis
- Cylindropuntia lindsayi
- Cylindropuntia molesta
- Cylindropuntia ×multigeniculata
- Cylindropuntia munzii
- Cylindropuntia ×neoarbuscula
- Cylindropuntia prolifera
- Cylindropuntia ramosissima
- Cylindropuntia rosea
- Cylindropuntia sanfelipensis
- Cylindropuntia santamaria
- Cylindropuntia spinosior
- Cylindropuntia tesajo
- Cylindropuntia ×tetracantha
- Cylindropuntia thurberi
- Cylindropuntia tunicata
- Cylindropuntia versicolor
- Cylindropuntia ×viridiflora
- Cylindropuntia ×vivipara
- Cylindropuntia whipplei
- Cylindropuntia wolfii

Certaines espèces de ce genre ont été finalement attribuées au genre Opuntia, par exemple :
- Cylindropuntia imbricata est devenue Opuntia imbricata,
- Cylindropuntia whipplei est devenue Opuntia whipplei,
- Cylindropuntia ×munzii est devenue Opuntia munzii